# Komanje Brdo
Komanje Brdo (en cyrillique : Комање Брдо) est un village de Bosnie-Herzégovine. Il est situé dans la municipalité de Stolac, dans le canton d'Herzégovine-Neretva et dans la fédération de Bosnie-et-Herzégovine. Selon les premiers résultats du recensement bosnien de 2013, il abrite une population inférieure ou égale à 10 habitants.

## Géographie
Le village est situé à l'est de Stolac, au bord de la rivière Bregava.

## Démographie

### Évolution historique de la population dans la localité
| 1948 | 1953 | 1961 | 1971 | 1981 | 1991 | 2013 |
| ---- | ---- | ---- | ---- | ---- | ---- | ---- |
| -    | -    | 105  | 87   | 77   | 43   | ≤ 10 |

|  |